# Polinomis de Wilson
En matemàtiques, els polinomis de Wilson són una família de polinomis ortogonals introduïts per Wilson (1980) que generalitzen els polinomis de Jacobi, els polinomis de Hahn i els polinomis de Charlier.
Es defineixen en funció de la funció hipergeomètrica generalitzada i dels símbols de Pochhammer per:
{\displaystyle p_{n}(t^{2})=(a+b)_{n}(a+c)_{n}(a+d)_{n}{}_{4}F_{3}\left({\begin{matrix}-n&a+b+c+d+n-1&a-t&a+t\\a+b&a+c&a+d\end{matrix}};1\right).}

Polinomi de Wilson; b=1,2 c=2,1 d=-2,2 n=[1-6]
Polinomi de Wilson; b=1,2 c=2,1 d=-2,2 n=[6-10]
Polinomi de Wilson; b=1,2 c=2,1 d=-2,2 n=[11-15]